# Alrov Tower
Alrov Tower (hebr. מגדל אלרוב) – wieżowiec w osiedlu Lew ha-Ir w mieście Tel Awiw, w Izraelu.

## Historia

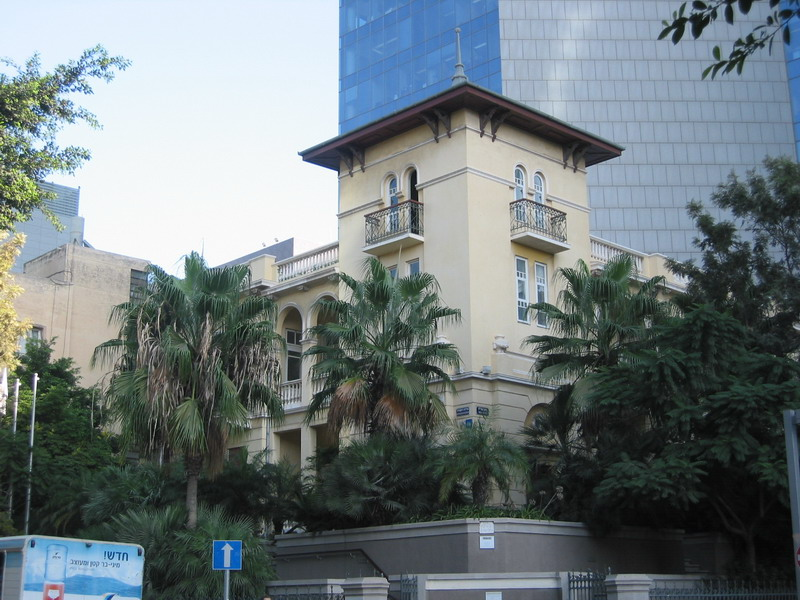
Dom ambasady rosyjskiej

Budynek został wybudowany pod koniec lat 90. XX wieku przez firmę budowlaną "Arlov". Firma ta zakupiła w latach 80. ziemię budowlaną położoną w centrum Tel Awiwu. Projekt nowoczesnego biurowca przygotowali architekci Abraham Yaski i Jossi Sivan. Budowa wieżowca mogła być zrealizowana pod warunkiem zachowania historycznych budynków w jego otoczeniu. Z tego powodu zrealizowano projekt renowacji Domu ambasady rosyjskiej.
Budowa wieżowca była skomplikowana pod względem technicznym. Wysoki budynek wieżowca wymaga wybudowania głębokich fundamentów, jednak w warunkach gęstej zabudowy miejskiej było to niemożliwe, ponieważ mogło naruszyć fundamenty sąsiednich historycznych domów, które musiały być zachowane. W związku z tym wieżowiec został wzniesiony na palach, które wykonano z bardzo odpornej stali i osadzono w płytkich fundamentach. Dzięki temu otoczenie zabytkowej zabudowy nie zostało naruszone. Uroczystość otwarcia wieżowca odbyła się w 1999.

## Dane techniczne
Budynek ma 26 kondygnacji i wysokość 93 metrów. Koncepcja architektoniczna zakładała, żebędzie się on składał z trzech różnych geometrycznych brył: (1) Pudełko o ogólnym kształcie wieży, (2) Trójkątny Tartak będący pionowym elementem w północnej fasadzie budynku, (3) Cylinder będący pionowym elementem w południowej fasadzie budynku.
Wieżowiec wybudowano w stylu architektonicznym określanym nazwą postmodernizmu. Wzniesiono go z betonu. Elewacja jest wykonana z granitu i szkła w kolorach ciemnego granatu i jasno szarego.
Budynek jest wykorzystywany jako biurowiec. Dysponuje podziemnym parkingiem na 280 samochodów.